# Avvistamenti nella Provincia del Capo Orientale
Con avvistamenti nella Provincia Orientale del Capo si intende una serie di avvistamenti di UFO che si sono verificati nel 1972 in Sudafrica nella Provincia del Capo Orientale. Agli ufologi sono stati segnalati 25 avvistamenti, ma solo due di essi, conosciuti come Incidente di Fort Beaufort e Incidente di Rosmead, hanno attirato l'interesse dei mezzi di comunicazione. 

## Incidente di Fort Beaufort
Il 26 giugno del 1972 alle 9 del mattino Boer De Klerk, operaio agricolo di una fattoria vicino alla città di Fort Beaufort, vide in cielo uno sbuffo di fumo che presto si trasformò in una palla di fuoco. L'operaio avvisò il signor Bennie Smit, proprietario della fattoria, che notò un oggetto vicino alla cima di un albero di grande altezza, per cui chiamò la polizia. Smit riferì successivamente di avere preso il suo fucile e sparato otto colpi contro l'oggetto, ma oltre al rumore dell'urto delle pallottole non notò altri effetti fisici. Poco tempo dopo arrivò il comandante della locale stazione di polizia, Van Rensburg, accompagnato dal sergente Kitching. Dopo l'arrivo, i poliziotti videro un oggetto adagiato sul terreno in un'area boscosa sul pendio di una collinetta. Secondo la descrizione dei poliziotti, l'oggetto era di colore grigio scuro ed aveva la forma di un grosso barattolo e un aspetto metallico brillante, poggiava al suolo su tre gambe e aveva nella parte superiore una specie di antenna. Il sergente Kitching sparò con la sua pistola due colpi contro l'oggetto, che poco dopo si illuminò emettendo contemporaneamente un ronzio; la luce cambiò colore dal verde al giallo e poi al bianco. Subito dopo, l'oggetto si sollevò dal suolo e restò momentaneamente sospeso in aria prima di ripartire e sparire definitivamente. Sul terreno rimase la traccia di tre impronte. I poliziotti fecero rapporto e nella zona arrivò un reparto dell'esercito.

### Ipotesi
Sui risultati dell'inchiesta condotta dalla polizia riguardante l'incidente, le autorità sudafricane non hanno fornito alcuna comunicazione ufficiale. L'ipotesi di un fulmine globulare non convince gli ufologi, perché i testimoni hanno riferito che l'oggetto aveva un aspetto metallico. Gli scettici hanno fatto osservare che l'oggetto era troppo piccolo per essere un veicolo extraterrestre (misurava non più di due metri), ma alcuni ufologi hanno ribattuto che poteva essere una sonda automatica anziché un veicolo abitato. In un'intervista rilasciata 25 anni dopo l'episodio, Bennie Smit ha ipotizzato che avrebbe potuto trattarsi di un velivolo-spia militare.

## Incidente di Rosmead
Il 12 novembre 1972 alle 20.15 quattro soldati del campo militare di Rosmead, vicino alla città di Middelburg, videro dalla loro stanza di servizio alcune luci rosse che ruotavano, ma essendo finito il loro turno andarono via prima di potere investigare. Dieci minuti più tardi il preside Harold Truter arrivò alla Rosmead Junior School e osservò una luce dall'aspetto insolito, che si librava silenziosamente su un vicino crinale, proiettando al suolo un fascio di luce obliquo. Poco dopo vide un bagliore tremolante proveniente dal campo da tennis chiuso a chiave e decise di investigare. Il preside riferì che trovò l'asfalto rotto e parzialmente fuso e notò diverse impronte impresse sul campo. Frammenti di asfalto furono trovati sparpagliati ad una distanza di circa 180 metri su un vicino crinale, dove alcuni alberi di eucalipto furono trovati con segni di gravi bruciature; gli alberi morirono poco tempo dopo. Vari ufologi hanno ipotizzato che il campo da tennis sia stato il luogo di atterraggio di un UFO. Spiegazioni alternative hanno chiamato in causa un avvistamento del pianeta Venere e un fulmine globulare, ma non si spiegherebbe il danno al campo da tennis. È stato ipotizzato che l'asfalto del campo da tennis sia stato danneggiato da un'esplosione, ma nessuno ha riferito di averne sentito il rumore.